# Sanne (Hassel)
Sanne is een ortsteil van de gemeente Hassel in de Duitse deelstaat Saksen-Anhalt. De plaats ligt ongeveer acht kilometer noordoostelijk van Stendal. Op 1 juli 2009 fuseerde de tot dan toe zelfstandige gemeente met Hassel tot een nieuwe gemeente met de naam Hassel.
In 1618 werd de componist Michael Jacobi in Sanne geboren.